# Софенське Царство
Софенське царство - античне політичне утворенням епохи еллінізму, розташованим між Великою Вірменією та Каппадокією.

## Етимологія
Етимологія імені Софена походить від етноніму суппані- народу, який проживав у цьому регіоні ще в I тис. до н. е.

## Історія

### Заснування
Софенським царством правила династія Оронтідів іранського походження, яка також керувала царством Коммагена. Об'єднане царство Софени і Коммагени було залежним від Селевкідської імперії. На лівому березі притоку Євфрату - річці Арацані, ним було засноване місто Аршамашат (Арсамосату).
Згідно з грецьким письменником Страбоном Софена вперше виникла як окреме царство під керівництвом Зареха, який був призначений його правителем царем Селевкідів Антіохом III Великим. 189 року до н. е., після поразки селевкідської армії в битві при Магнезії від римлян Софена набула незалежності, а Заріандр став засновником царської династії Шахуні. За Апамейським мирним договором від 188 року до н.е сенат Риму визнавав самостійність Софенського царствав. У цей час, відокремившись від Софени, незалежність здобула і Коммагена. Разом з тим Софена отримала області Акісену (біля Антитавра, південніше сучасної річки Карасу) й Одомантиду, а потім захопила частину Катаонії з містом Мелітена.

### Розвиток
Мітробарзан намагався маневрувати між могутніми сусідами: великою вірменією, Понтійським царством і Каппадокією. З останньою встановилися найбільш дружні відносини. Спочатку цар Софени за 100 талантів купив важливу фортецю Томіс. 163 року до н.е. передав цю фортецю Аріарату V на дяку за допомогу у захисті від нападу Арташеса I, царя Великої Вірменії. 
Наступний цар Артан стикнувся з послабленням давнього союзника — Каппадокії. Намагався знайти нових союзників, але без особливого успіху.

### Знищення
94 року до н. е. цар Великої Вірменії Тигран II захопив Софену і стратив її царя Єрванда. Після захоплення та вбивства царя, вірменське царство Софени, ставши у складі іншого вірменського царства провінцією під назвою «Цопк», припинило своє існування. 65 року до н.е. Тигран Молодший призначається Гнеєм Помпеєм царем Софени, але того ж року втратив трон через спротив наказам римлян.

## Територія
Розташовувалося на сході Малої Азії, у верхів'ях річок Євфрат і Тигр, південно-західній частині Вірменського нагір'я (нині на території Туреччини) на північний схід від Коммагени. Аркатіокерт - столиця Софени. Страбон називав це місто Каркафіокерта. Місто також було відоме як «Епіфанія».

## Суспільство
На чолі стояв цар, що спирався на знать та зороастрійське жрецтво. Існував значний шар вільного селянства. Також чималу соціальну вагу мало купецтво.

## Економіка
Царство відрізнялося своїми родючими землями - її центральну частину Полібій називає не інакше як «Прекрасною рівниною». Софена була залученою до міжнародної торгівлі. Її територією проходило відгалуження великого караванного шляху, так звана колишня «царська дорога» Ахеменідів, що тягнулася з Малої Азії до Мідії, Парфії і Бактрії. На південь від Софени через північну Месопотамію проходив торговий шлях зі Східного Ірану через Селевкію в Антіохію. 

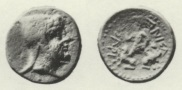
Монета царя Зареха

Карбувалася власна монета. Монетний двір знаходився у столиці царства Аршамашаті. 

## Культура

### Вірування
Династія Оронтидів у Софені сповідувала зороастризм .  На думку сучасного історика Міхала Марцяка , добре засвідчене існування іранської культури в Софені можна було б розуміти як похідну від Великої Вірменії та опосередковано від Ірану . Однак він також додає, що сильне існування іранської культури могло вплинути на римських і грецьких письменників вважати регіон вірменським.
Також  в Софені були розповсюдженні іранські культи серед знаті, яка давала собі теофоричні іранські імена, і селян, які приносили коней в жертву в ім'я богині Анахіти .

### Мова
Вірменська мова була спільною мовою жителів Софени. Однак імперська арамейська (з досить сильною домішкою перських термінів) використовувалася в урядових і судових процесах, що бере свій початок у вірменській практиці Ахеменідів . 

### Архітектура
Оронтиди заснували такі міста, як Самосата та Арсамосата  - «радістю» та «щастям».
Царські гробниці, споруджені Оронтидами, зіграли певну роль в еволюції кількох середньоіранських традицій. Вони створили їх у стилі висіченої в скелі гробниці , таким чином сильно підкреслюючи свій перський королівський зв’язок, а також нагадуючи історії про некрополь Ахеменідів поблизу Персеполя .

## Царі
- Зарех (189—188 до н. е)
- Мітробарзан (188—150 до н. е.)
- Артан (150—110 до н. е.)
- Єрванд (110-95 до н. е.)
- приєднано до Великої вірменії
- Тигран Молодший (65 до н.е.)

## Галерея

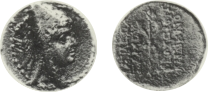
Монета короля Сама I, 260 рік до н. е.
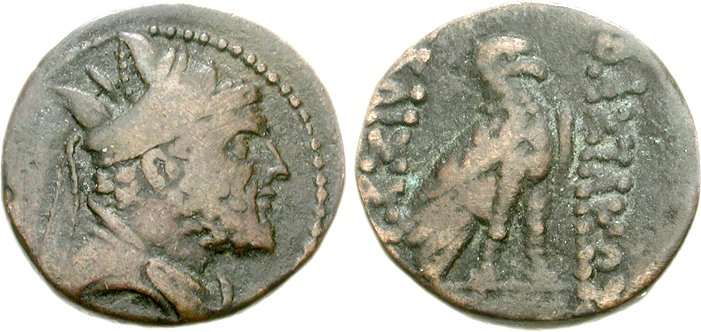
Монета короля Абдисара, рік  до н. е.
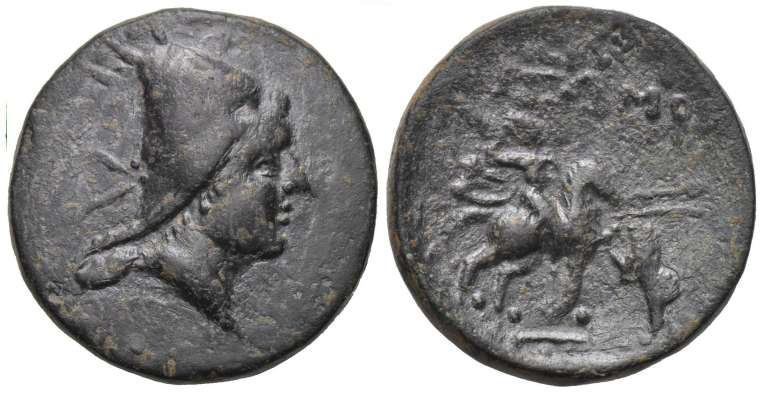
Монета короля Аршама I, 240 рік до н. е.
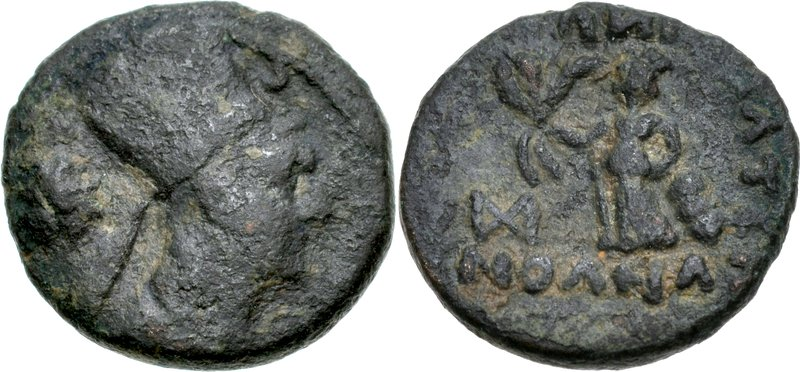
Монета короля Морфіліга, 150 рік до н. е.